# Barre Workout

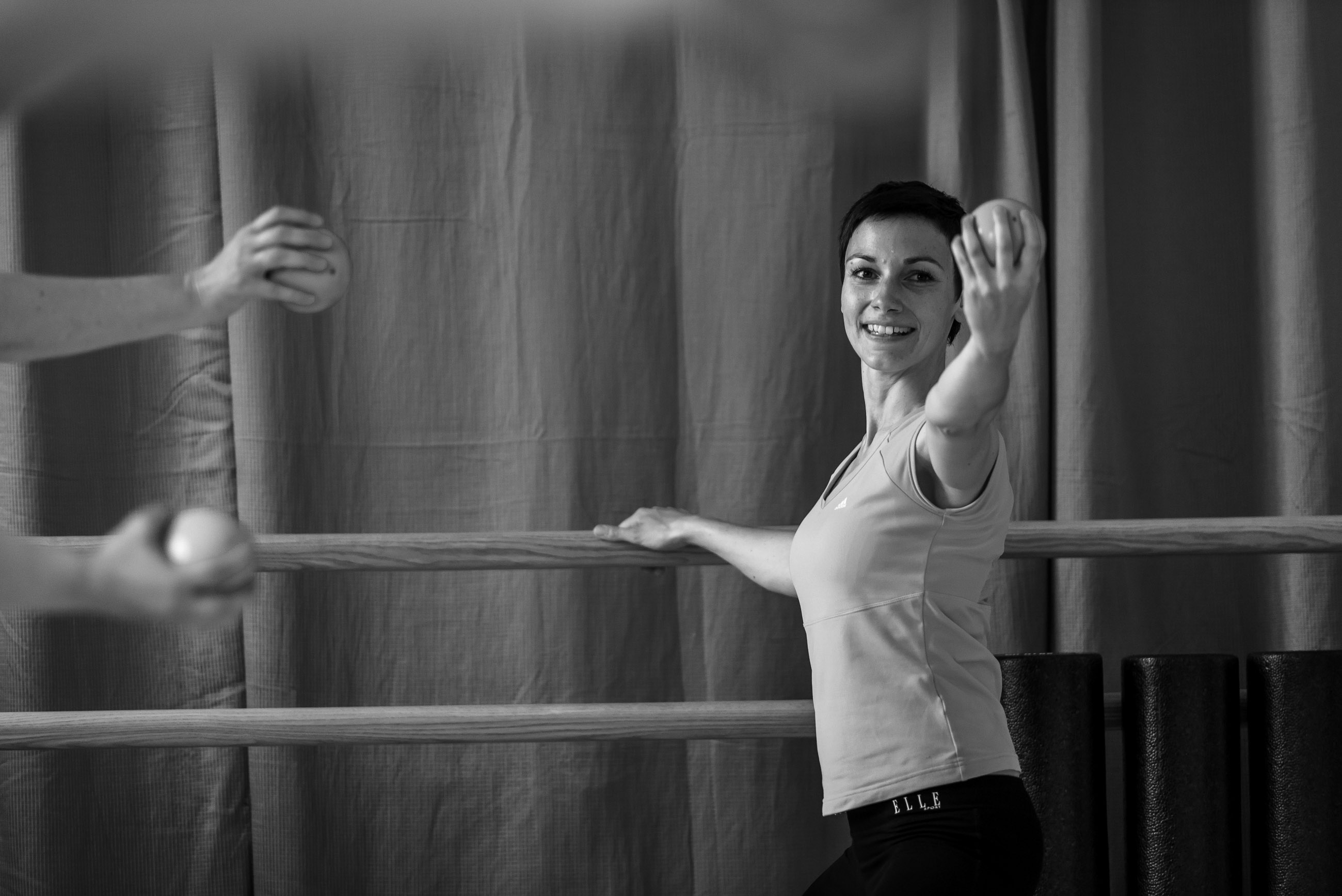
Barre Workout mit Toningbällen an der Ballettstange

Barre Workout (aus englisch barre „Ballettbarren“ + workout „Ausdauerübung“) ist ein Ganzkörper-Workout, das sich an Figuren und Bewegungen aus dem klassischen Ballett anlehnt, dazu Gymnastikelemente und – je nach Anbieter – auch Elemente aus dem Yoga oder Pilates kombiniert. Je nach Ganzheitlichkeit des Workouts und Ausrichtung enthält das Training fasziale Komponenten (faszial von Faszie; lat. für Bindegewebe) und kombiniert langsame und schnelle Bewegungen zu einer strukturierten Übungseinheit.
Es gibt das sogenannte „Floor Barre“ (Floor englisch für Boden: Workouts auf dem Boden / auf der Matte) und Barre Workouts, die zumeist im Stehen ausgeführt werden, dann oft unter Zuhilfenahme des Ballettbarrens als Trainingsgerät. Typische weitere Trainingsgeräte sind kleine Gewichtsbälle, sogenannte Toning Balls, Redondo-Bälle, Therabänder oder Tubes sowie Faszienrollen und -Bälle.